# Margaret Naumburg
Margaret Naumburg (New York, 1890. május 14. – Boston, Massachusetts, 1983. február 26.) amerikai reformpedagógus.

## Életpályája
New Yorkban tanult, a Columbia Egyetemen John Dewey volt a mestere, Európában is szerzett tapasztalatokat, Londonban és Olaszországban, itt Maria Montessori tanítványa volt, akinek pedagógiáját kritikával illette, de bizonyos elemeket átvett belőle.
Visszatérve az Amerikai Egyesült Államokba, új módszereket keresett. 1914-ben megismerkedett Marietta P. Johnson fairhope-beli organisztikus iskolájának programjával, amely a gyerekek harmonikus fizikai, intellektuális és emocionális fejlesztésére törekedett. Később Freud és Jung pszichoanalitikus irányzatának elkötelezett híve lett.
1917-ben Walden-School néven olyan iskolát alapított New Yorkban, ahol a gyerekek belső spontán energiáinak művészi-kreatív kifejezését éppoly fontosnak tartották, mint a társas együttélésre való felkészítést, a szocializációt. Margaret Naumburg hasonlóképpen, mint George Sylvester Counts, hitt az iskola társadalmi rekonstrukciós szerepében, abban, hogy az iskoláztatás reformja révén a társadalmi bajok is gyógyíthatók.

## Fő műve
- The Child and the world: Dialogues in modern education. New York, 1928